# جمالي (أغنية غيمس)
جمالي (بالفرنسية: Ma beauté)‏ وهي إصدار منفرد لمغني الراب الكونغولي غيمس، تم إصدارها في 24 يونيو 2016 وهي إصدار منفرد في جزء الحبة البنفسجية لألبومه الثاني قلبي كان على حق.

## فيديو كليب
تم إصدار الكليب في 24 يونيو 2015، وقد تم تصويره في الريفييرا الفرنسية.

## التصنيف والشهادات

### التصنيف الأسبوعي
| التصنيف                                                     | أفضل مرتبة |
| ----------------------------------------------------------- | ---------- |
| تصنيف الألبومات البلجيكية (أولتراتوب والونيا)               | 48         |
| تصنيف الألبومات البلجيكية (أولتراتوب والونيا)               | 40         |
| تصنيف الألبومات الفرنسية (الاتحاد الوطني للنشر الفونوغرافي) | 11         |
| تصنيف الألبومات الفرنسية (الاتحاد الوطني للنشر الفونوغرافي) | 6          |
| تصنيف الألبومات الفرنسية (الاتحاد الوطني للنشر الفونوغرافي) | 13         |
| تصنيف الألبومات الفرنسية (الاتحاد الوطني للنشر الفونوغرافي) | 11         |

### تصنيف آخر السنة
| التصنيف                                                     | أفضل مرتبة |
| ----------------------------------------------------------- | ---------- |
| تصنيف الألبومات الفرنسية (الاتحاد الوطني للنشر الفونوغرافي) | 79         |

### الشهادات
| الدولة | المنظمة                          | أفضل مرتبة           |
| ------ | -------------------------------- | -------------------- |
| فرنسا  | الاتحاد الوطني للنشر الفونوغرافي | الأسطوانة البلاتينية |